# Euplexia koreaeplexia
Euplexia koreaeplexia là một loài bướm đêm trong họ Noctuidae.